# 南加斯托尼亞 (北卡羅萊納州)
南加斯托尼亞（英語：South Gastonia）是位於美國北卡羅萊納州加斯頓縣的非建制地區。

## 地理
南加斯托尼亞所處的海拔為高於海平面234米（即768英呎），而該地所採用的時區為UTC-5，即北美东部时区（EST）。同時該地設有夏令時間，為UTC-5調快一小時，即UTC-4（EDT）。